# Развильное (Ростовская область)
Развильное — село в Песчанокопском районе Ростовской области.
Административный центр Развильненского сельского поселения.
Село Развильное  по своей значимости является вторым по численности населения и своему экономическому положению населённым пунктом Песчанокопского района.

## История
Название села получило от места его расположения в балках, при реке Сандате, расходящихся наподобие вил.
Основано в 1845 году переселенцами из Полтавской, Харьковской, Екатеринославской и Воронежской губерний. Административно входило в состав Черкасский округ область Войска Донского. В 1890 году построено здание одноклассного училища Министерства народного просвещения. В 1897 году в селе действовали 2 мануфактурные лавки, 5 бакалейно-галантерейных, 1 винный склад, 3 винные лавки, 19 ветряных мельниц и 1 маслобойня.
В селе Развильном на 1897 год имелось 368 дворов с 374 домами, деревянная церковь в честь Георгия Победоносца. По окладным листам значилось 622 ревизских души, а по посемейным спискам 1582 мужского пола и 1485 женского пола души. Иногородних 38 душ мужского пола и 34 женского пола.
Развильное входило в состав Медвеженского уезда Ставропольской губернии.
В 1899 году было открыто движение поездов на построенной железнодорожной линии Тихорецкая — Царицын, рядом с селом была построена станция получившая наименование Развильная.
В 1910 году население села Развильного составляло свыше 3500 душ. В селе кроме церкви имелись одноклассное училище Министерства народного просвещения, различные лавки.
После Великой Октябрьской социалистической революции в 1917 году, произошли изменения в административно-территориальной устройстве. В июне 1924 года село Развильное вошло в состав Воронцово-Николаевского района Сальского округа Юго-Востока России, позже Северо-Кавказского края.
После проведённой в 1926 году Всероссийской переписи населения в селе Развильном насчитывалось 3 956 душ обоего пола, в том числе 1 856 мужского и 2 100 женского пола.
После разделения Северо-Кавказского края в январе 1934 года на Азово-Черноморский и Северо-Кавказский, село Развильное и Развиленский сельсовет оставались в составе Сальского района, который вошёл в состав Азово-Черноморского края.
На основании постановления Президиума ВЦИК СССР от 28 декабря 1934 года Сальский район был разукрупнён. Из его состава был образован Развиленский район Азово-Черноморского края, районным центром которого стало село Развильное. С сентября 1937 года Развиленский район вошёл в состав Ростовской области.
С августа 1942 года село находилось под оккупацией  немецких войск. Во время авиаудара немецких самолётов по железнодорожному вокзалу был уничтожен состав с эвакуированными из Донбасса мирными жителями и военными моряками, направлявшимися в Сталинград. Также уничтожению подвергся элеватор. Вместо разрушенного вокзала немцы построили новый  каменный, существующий и поныне. Село Развильное было освобождено в январе 1943 года без боя.
В 1959 году Развиленский и Песчанокопский районы были объединены в один Развиленский район, при этом районный центр был перенесен из села Развильного в село Песчанокопское. С 1960 года Развиленский район был переименован в Песчанокопский.
В период с марта 1963 года по ноябрь 1965 года, после упразднения Песчанокопского района, село Развильное входило в состав Сальского района.
С марта 2005 года в результате проведённой реформы органов местного самоуправления село Развильное вошло в состав Развиленского сельского поселения Песчанокопского района Ростовской области, став его административным центром.

## География
Село Развильное расположено по берегам реки Большая Сандата, в 20 км от районного центра села Песчанокопского и в 38 км от ближайшего города Сальска.

### Улицы
| - пер. 8 Марта - пер. Березовый - пер. Вокзальный - пер. Вольный - пер. Герой - пер. Красноармейский - пер. Молодёжный - пер. Московский | - пер. Октябрьский - пер. Пионерский - пер. Победы - пер. Садовый - пер. Свободный - пер. Советский - пер. Февральский - пер. Чапаева | - ул. Буденного - ул. Восточная - ул. Гагарина - ул. Гулимова - ул. Гурьева - ул. Железнодорожная - ул. Жолоба - ул. Западная | - ул. Заречная - ул. Кирова - ул. Колхозная - ул. Комсомольская - ул. Красный Путь - ул. Ленина - ул. Луговая - ул. Набережная | - ул. Партизанская - ул. Первомайская - ул. Полевая - ул. Ростовская - ул. Светлая - ул. Северная - ул. Соляника - ул. Социалистическая | - ул. Специалистов - ул. Спортивная - ул. Степная - ул. Строителей - ул. Фабричная - ул. Школьная - ул. Шоссейная |

## Население
Динамика численности населения
| 1873  | 1909  | 1926  | 1939  |
| ----- | ----- | ----- | ----- |
| 1 765 | 4 219 | 3 956 | 4 066 |

| 1883  | 1884  | 1897  | 1939  | 1959  | 1979  | 1989  |
| ----- | ----- | ----- | ----- | ----- | ----- | ----- |
| 2036  | ↗2130 | ↗3139 | ↗4066 | ↗5475 | ↗6263 | ↘6166 |
| 2002  | 2010  |       |       |       |       |       |
| ↘5853 | ↘5494 |       |       |       |       |       |

## Известные люди
В селе родились:
- Герой Советского Союза Жолоб Степан Михайлович;
- Герой Социалистического Труда Погорельцев, Владимир Сергеевич;
- Герой Советского Союза Соляник Владимир Фёдорович;
- Советский и Российский дипломат Макаров Виталий Викторович.
- Виктор Веретенников - чемпион СССР по тяжёлой атлетике, мастер спорта СССР международного класса

## Инфраструктура
Социальная сфера
Село Развильное имеет развитую социальную инфраструктуру. Здесь имеются Развиленская средняя общеобразовательная школа № 10, школа-интернат №9, два детских сада №7 "Аленушка" и №10 "Солнышко", Развиленская участковая больница (бывшая районная) с амбулаторией, несколько аптек, два отделения почтовой связи Сальского почтамта, сельский Дом культуры, библиотека, сельский парк, магазины, другие учреждения и предприятия.
Село Развильное полностью электрифицировано, обеспечено центральным водоснабжением, газифицировано природным газом. Основные улицы села благоустроены и имеют асфальтовое покрытие.
Экономика села
В селе расположены:
- железнодорожная станция Развильная,входящая в структуру Северо-Кавказской железной дороги ОАО РЖД;
- Развиленский мясокомбинат (имеющий официальное наименование как ООО "ТД "Экомяспром"[18]);
- Развиленский элеватор;
- В селе работают АО Агрокомплекс "Развильное" и крестьянско-фермерские хозяйства, занимающиеся выращиванием зерна и другой сельскохозяйственной продукцией.